# Monforte de Lemos
Monforte de Lemos is een gemeente in de Spaanse provincie Lugo in de regio Galicië met een oppervlakte van 200 km². Monforte de Lemos telt 18.922 inwoners (1 januari 2016).

## Impressie

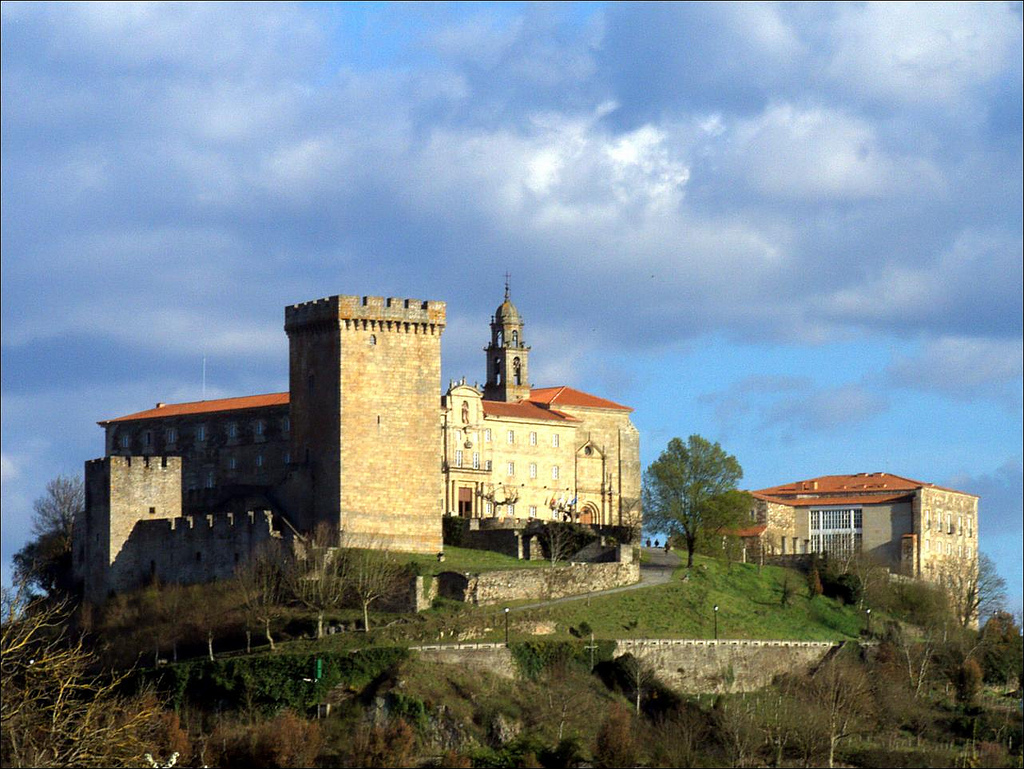
Kasteel van Monforte de Lemos
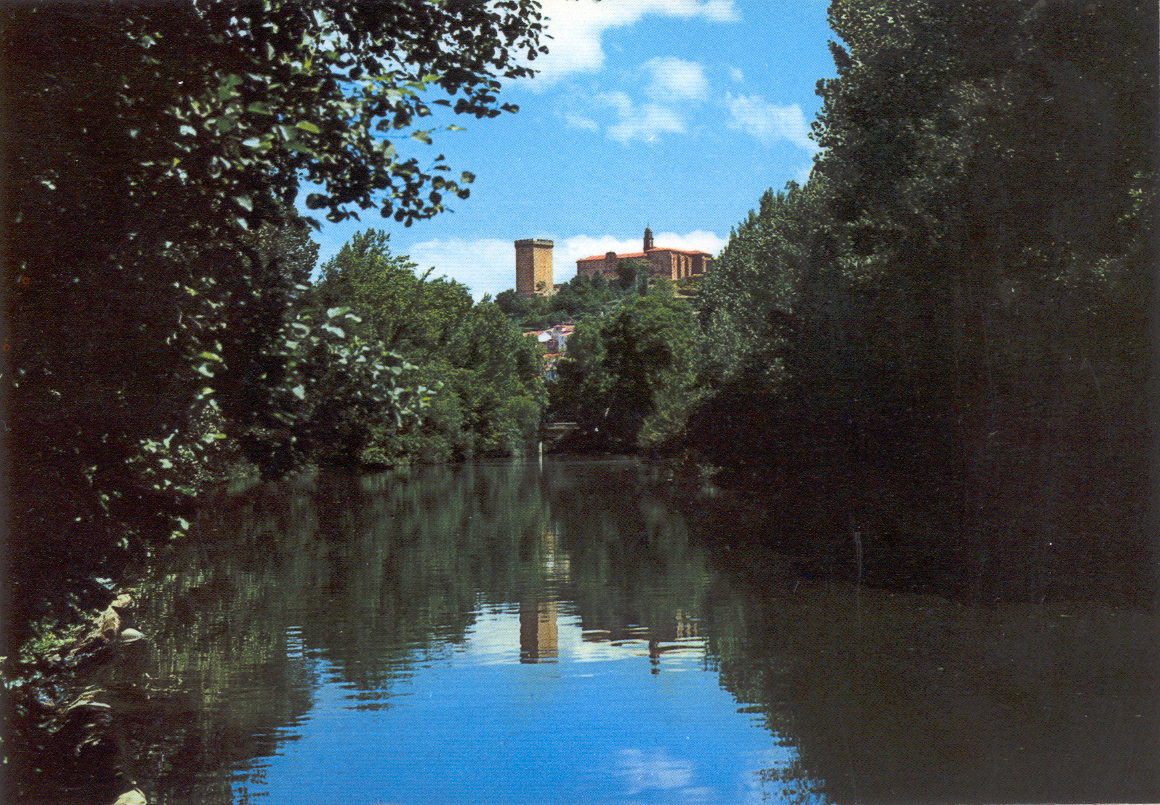
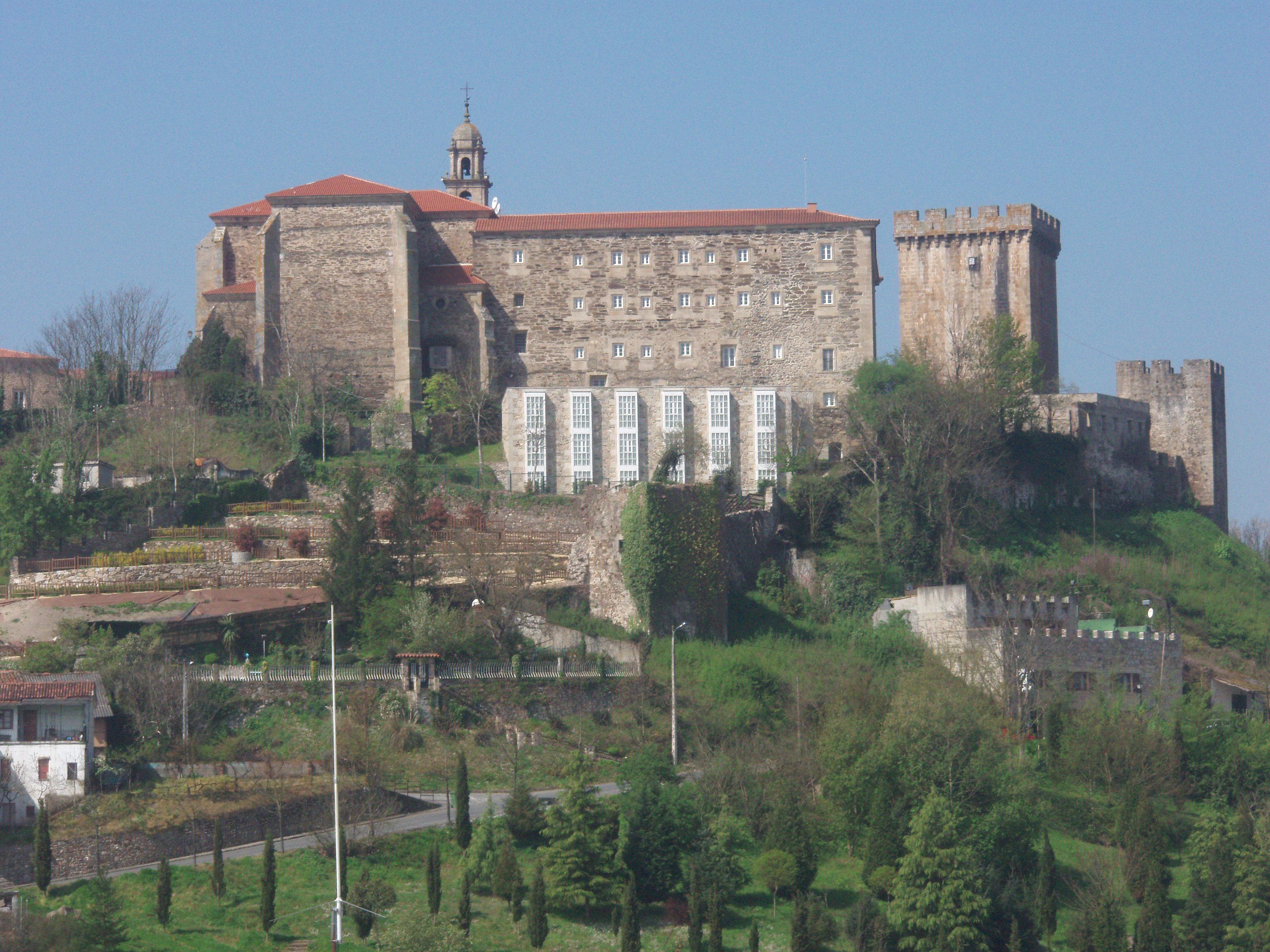
San Vicente
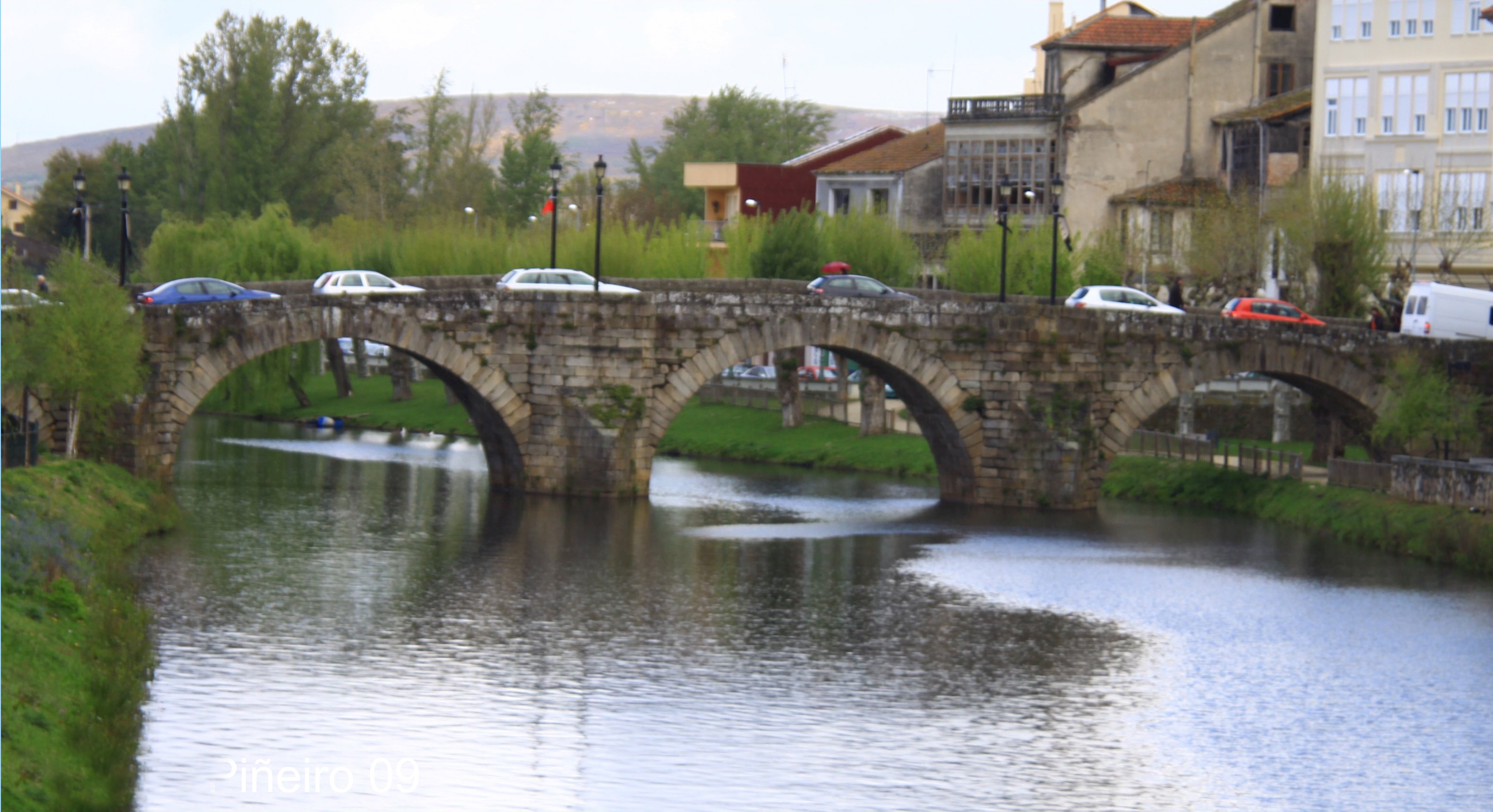
Romeinse brug in Monforte de Lemos
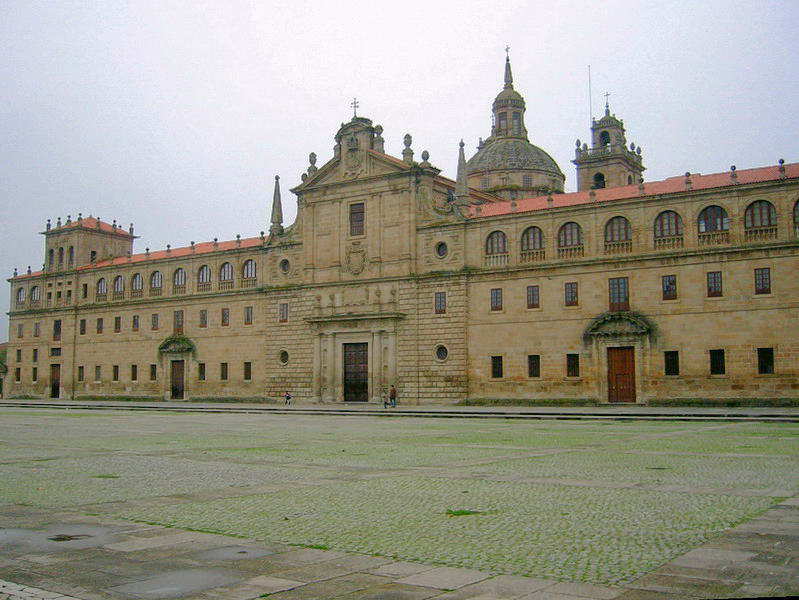
Colegio de Nuestra Señora la Antigua Monforte de Lemos

## Demografische ontwikkeling
Bron: INE; 1857-2011: volkstellingen
Abadín · Alfoz · Antas de Ulla · Baleira · Baralla · Barreiros · Becerreá · Begonte · Bóveda · Burela · Carballedo · Castro de Rei · Castroverde · Cervantes · Cervo · Chantada · O Corgo · Cospeito · Folgoso do Courel · A Fonsagrada · Foz · Friol · Guitiriz · Guntín · O Incio · Láncara · Lourenzá · Lugo · Meira · Mondoñedo · Monforte de Lemos · Monterroso · Muras · Navia de Suarna · Negueira de Muñiz · As Nogais · Ourol · Outeiro de Rei · Palas de Rei · Pantón · Paradela · O Páramo · A Pastoriza · Pedrafita do Cebreiro · A Pobra do Brollón · Pol · A Pontenova · Portomarín · Quiroga · Rábade · Ribadeo · Ribas de Sil · Ribeira de Piquín · Riotorto · Samos · Sarria · O Saviñao · Sober · Taboada · Trabada · Triacastela · O Valadouro · O Vicedo · Vilalba · Viveiro · Xermade · Xove